# Stethynium poema
Stethynium poema är en stekelart som beskrevs av Girault 1927. Stethynium poema ingår i släktet Stethynium och familjen dvärgsteklar. Inga underarter finns listade i Catalogue of Life.